# Buchanania splendens
Buchanania splendens là một loài thực vật có hoa trong họ Đào lộn hột. Loài này được Miq. mô tả khoa học đầu tiên năm 1861.